# Ганнусенко Іван Маркович
Іван Маркович Ганнусенко (14 жовтня 1919, село Миколаївка Харківської губернії — 14 липня 2004, місто Київ) — український радянський військовослужбовець, генерал-лейтенант ВВ МВС СРСР. Депутат Верховної Ради УРСР 9—11-го скликань. Кандидат у члени ЦК КПУ в 1976—1986 р.

## Біографія

Могила Івана Ганнусенка

Народився 14 жовтня 1919 року в селі Миколаївці Харківської губернії в багатодітній селянській родині.
З 1939 року служив у Червоній армії. З 1941 року — сержант, командир відділення навчального полку 36-ї конвойної дивізії НКВС.
Член ВКП(б) з 1943 року.
У 1943 році закінчив офіцерські курси в Свердловську, лейтенант, командир взводу снайперської роти, 236-го московського конвойного полку. У травні 1944 року — проходив бойове стажування в 184-й дивізії 33-ї армії Західного фронту. З 1944 року — командир роти охорони таборів військовополонених в Івановській області, де утримувався генерал-фельдмаршал Фрідріх Паулюс.
У 1948–1951 роках навчався у Військовому інституті Міністерства внутрішніх справ СРСР. З 1951 року — начальник штабу 236-го конвойного полку, згодом командир полку ВВ МВС СРСР в Горькому. Начальник штабу дивізії ВВ МВС СРСР в Ленінграді. З 1962 по 1967 рік — начальник Орджонікідзевського училища МВС СРСР.
З 1967 по 1970 рік — начальник штабу Управління внутрішніх військ Української РСР та Молдавської РСР (Київ).
З 1970 по 1985 рік — начальник внутрішніх військ Міністерства внутрішніх справ СРСР по Українській і Молдавській РСР (Київ). З 1975 року по 26 січня 1988 року — депутат Верховної Ради Української РСР.
У 1996–2000 роках — головний спеціаліст науково-правового відділу ВВ МВС України. Брав участь в розробці Закону України «Про внутрішні війська України».
Помер на 85-му році життя 14 липня 2004 року. Похований разом з дружиною в Києві на Байковому кладовищі (ділянка № 49б, 50°25′2.3″ пн. ш. 30°30′4.5″ сх. д. / 50.417306° пн. ш. 30.501250° сх. д.).

## Відзнаки
Нагороджений орденами Червоного Прапора, Червоної Зірки, Вітчизняної війни 1-го ступеня, Жовтневої Революції, Богдана Хмельницького 1-го ступеня, близько 30 медалями. Мав Подяку Наркома НКВС СРСР Лаврентія Берії (1941), Відзнаку Міністра МВС України «Хрест Слави».